# Melocactus salvadorensis
Melocactus salvadorensis är en kaktusväxtart som beskrevs av Erich Werdermann. Melocactus salvadorensis ingår i släktet Melocactus och familjen kaktusväxter. Inga underarter finns listade i Catalogue of Life.